# Николај Некрасов
Николај Алексејевич Некрасов био је руски песник, писац, критичар, издавач, револуционарни демократа и класик руске књижевности.
Његове дубоко саосећајне песме о сељачкој Русији изазвале су дивљење код Достојевског и начиниле Некрасова херојем либералних и радикалних кругова руске интелигенције, како наводе Белински и Чернишевски. Он је заслужан за увођење технике драмског монолога у руску поезију. Некрасов је такође био успешан као уредник више књижевних часописа, укључујући и Савременик (рус. Современник).

## Биографија

### Ране године
Николај Алексејевич Некрасов је рођен у Немирову (сада у Виничкој области, Украјина), у Братславском округу Подолске губерније. Његов отац Алексеј Сергејевич Некрасов (1788-1862) био је потомак руског земљопоседника и официр Царске руске армије. Постоји извесна несигурност у вези са пореклом његове мајке. Према Брокхаусу & Ефрону (а то одговара Некрасовљевим аутобиографским белешкама из 1887), Александра Закржевска је била пољска племкиња, ћерка богатог земљопоседника који је припадао шљахти. Црквена метрика прича другачију причу, а савремени руски научници њено име називају Јелена Андрејевна. „Доскора су песникови биографи говорили да је његова мајка припадала пољској породици. У ствари, она је била ћерка украјинског државног званичника Александра Семјоновича Закревског, власника Јузвина, малог села у губернији Подоље“, тврдио је Корни Чуковски 1967 године. Пјотр Јакубович је тврдио да је метрика можда измењена како би се прикрила чињеница да је девојчица заиста одведена из Пољске без пристанка њених родитеља (Некрасов у својој аутобиографији то наводи). Д.С. Мирски је осмислио други начин да објасни ову несклађеност сугеришући да је Некрасов „створио култ своје мајке, дао јој невероватне особине и почео да је обожава после њене смрти.“
У јануару 1823. године Алексеј Некрасов, са чином мајора, отишао је у пензију и преселио породицу на своје имање у Грешњеву, Јарославска губернија, близу реке Волге, где је млади Николај провео своје детињство са петоро браће и сестара, браћом Андрејем (р. 1820), Константином. (р. 1824) и Фјодор (р. 1827), сестрама Јелисавета (р. 1821) и Ана (р. 1823). Ово рано пензионисање из војске, као и његов посао покрајинског инспектора, изазвали су Алексеју Сергејевичу много фрустрација, што је резултирало пијаним бесом и против његових сељака и његове жене. Таква искуства су трауматизирала Николаја и касније одредила тему његових главних песама које су осликавале невољу руских сељака и жена. Некрасовљева мајка је волела књижевност и ту страст је пренела свом сину; управо је њена љубав и подршка помогла младом песнику да преживи трауматска искуства из детињства која су била отежана сликама друштвене неправде, налик на сећања из детињства Фјодора Достојевског. „Његово је било рањено срце, а ова рана која никада није зарасла послужила је као извор за његов страсни, страдалнички стих до краја живота“, написао је овај други.

### Просветни и књижевни првенац
Септембра 1832, Некрасов се придружио Јарославској гимназији, али је прерано напустио. Разлози за то су могли бити наводне невоље са туторима на које је писао сатире (никакви архивски документи то не потврђују) као и инсистирање Алексеја Сергејевича да се његов син придружи војној академији. Биограф Владимир Жданов такође помиње неспремност оца да плати школовање своје деце; сигурно је у неком тренутку био ангажован у дугој преписци са гимназијским властима по овом питању. Коначно, јула 1837. одвео је два своја старија сина кући, наводећи као разлог здравствене проблеме, а Николај је морао да проведе годину дана у Грешњеву, не радећи ништа осим што је пратио оца у његовим експедицијама. Квалитет образовања у гимназији био је лош, али је управо тамо нарасло Некрасовљево интересовање за поезију: дивио се Бајрону и Пушкину, посебно „Оди слободе“.
Према неким изворима, отац га је тада 'послао' у Санкт Петербург, али је Некрасов у својој аутобиографији тврдио да је то била његова лична одлука да оде и да му је брат Андреј помогао у покушају да убеди њиховог оца да набави све потребне препоруке. „До петнаесте године цела свеска [стихова] се уобличила, што је био разлог зашто сам жудео да побегнем у престоницу“, сећао се он. Огорчен због одбијања сина да се придружи Кадетском корпусу, отац је престао да га финансијски подржава. Уследио је трогодишњи период његових „петербуршких невоља“ када је младић морао да живи у екстремним условима и једном се чак нашао у склоништу за бескућнике. Ствари су се окренуле набоље када је почео да држи приватне часове и доприноси Књижевном додатку Руском инвалиду, све време састављајући букваре и стиховане бајке за децу и водвиље, под псеудонимом Перепелски. У октобру 1838, Некрасов је дебитовао као објављени песник: његова „Мисао“ (Дума) се појавила у Сину отаџбине. Године 1839. полагао је испите на Факултету источних језика Универзитета у Санкт Петербургу, пао је и придружио се филозофском факултету као ванредни студент где је нередовно студирао до јула 1841. године. Годинама касније, клеветници су оптужили Некрасова за меркантилизам („Милион је био његов демон“, писао је Достојевски). Али, „осам година (1838-1846) овај човек је живео на ивици глади... да је устукнуо, помирио се са оцем, поново би се нашао у потпуној удобности“, приметио је Јакубовиш. „Могао би лако постати бриљантан генерал, изванредан научник, богат трговац, да је уложио своје срце у то“, тврдио је Николај Михајловски, хвалећи Некрасовљеву тврдоглавост да иде својим путем.
У фебруару 1840, Некрасов је објавио своју прву збирку поезије Снови и звуци, користећи иницијале „Н. Н.” по савету свог покровитеља Василија Жуковског који је сугерисао да би се аутор могао постидети својих детињастих вежби за неколико година. Књигу, коју су позитивно оценили Петар Плетњов и Ксенофонт Полевој, одбацили су Алексеј Галахов и Висарион Белински. Неколико месеци касније Некрасов је повратио и уништио непродату већину своје прве колекције; неке копије које су преживеле постале су реткост од тада. Снови и звуци су заиста били неуједначена колекција, али не таква катастрофа за какву је портретисана, иако у ембрионалном стању, садржала је све главне мотиве касније Некрасовљеве поезије.
Први Некрасовљев књижевни ментор Фјодор Кони који је уређивао позоришне часописе (Репертоар руског позоришта, затим Пантеон, у власништву Николаја Полевоја), помогао му је да дебитује као књижевни критичар. Убрзо је постао плодан писац и почео да производи сатире („Говорник“, „Званичник“) и водвиље („Глумац“, „Петербуршки зајмодавац“), за ову публикацију и Литературну газету. Некрасовљева наклоност позоришту је преовладавала током година, а његове најбоље песме (Рускиње, Железница, Савременици, Ко је срећан у Русији?) све су имале изразит елемент драме.
Октобра 1841, Некрасов је почео да доприноси Домовинским записима Андреја Крајевског (што је радио до 1846), пишући анонимно. Бараж прозе коју је објавио почетком 1840-их била је, додуше, безвредна, али неколико његових драма (посебно, Не скривајући иглу у врећи) изведено је у Александринском театру и донело је комерцијални успех. Године 1842, (годину дана након смрти мајке) Некрасов се вратио у Грешнево и помирио се са оцем који је сада био прилично поносан на достигнућа свог сина.

## Изабрана библиографија

### Поезија
| - "The Money-lender" (Rostovshchik, 1844) - "On the Road" (V doroge, 1845) - "Motherland" (1846) - "The Doghunt" (Psovaya okhota, 1846) - On the Street (Na Ulitse, 1850), 4 poems cycle - "The Fine Match" (Prekrasnaya partia, 1852) - "Unmowed Line" (Neszhataya polosa, 1854) - "Vlas" (1855) - "V.G. Belinsky" (1855) - Sasha (1855) - "The Forgotten Village" (Zabytaya derevnya, 1855) - "Musings at the Front Door" (Razmyshlenya u paradnovo pod’ezda, 1858) - "The Unhappy Ones (Neschastnye, 1856) - "The Poet and the Citizen" (Poet i grazhdanin, 1856) - "Silence" (Tishina, 1857) - "The Song for Yeryomushka" (Pesnya Yeryomushke, 1859) - Korobeiniki (1861) - "The Funeral" (Pokhorony, 1861) - "Peasant Children" (Krestyanskiye deti, 1861) - "A Knight for An Hour" (Rytsar na thas, 1862) - "Green Roar" (Zelyony shum, 1862) | - "Orina, the Soldier's Mother" (Orina, mat soldatskaya, 1863) - The Railway (Zheleznaya doroga, 1864) - "Grandfather Frost the Red Nose" (Moroz, Krasny nos, 1864) - Contemporaries (Sovremenniki, 1865) - Songs of the Free Word (Pesni svobodnovo slova, 1865–1866) - Poems for Russian Children (Stikhotvorenya, posvyashchyonnye russkim detyam, 1867–1873) - "The Bear Hunt. Scenes from the lyrical comedy" (Medvezhya okhota, 1867) - Grandfather (Dedushka, 1870) - "The Recent Times" (Nedavneye vremya, 1871) - Russian Women (Russkiye zhenshchiny: 1872–1873), a dilogy - "The Morning" (Utro, 1873) - "The Horrible Year" (Strashny god, 1874) - The Last Songs (Poslednye pesni, 1877), a cycle - Who Is Happy in Russia? (Komu na Rusi zhit khorosho, 1863–1876) - There is No Hiding a Needle in a Sack (Shila v meshke ne utayich, 1841) - The Life and Adventures of Tikhon Trostnikov (Zhizn i pokhozhdenya Tikhona Trostnikova, 1843–1848) - autobiographical novel, unfinished |  |